# Zdravko Čolić

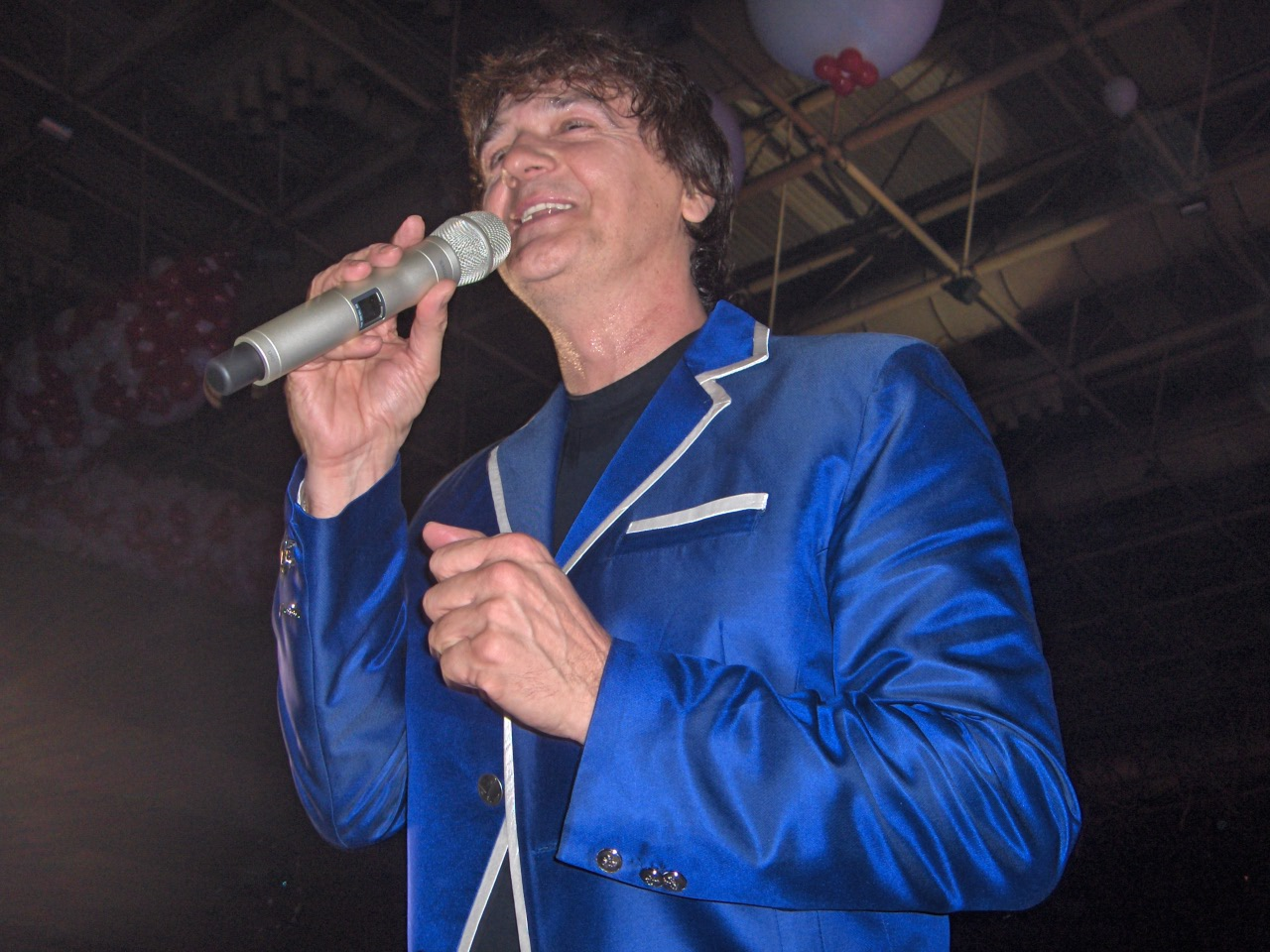
Zdravko Čolić (2007)

Zdravko Čolić (serbisch-kyrillisch Здравко Чолић; * 30. Mai 1951 in Sarajevo) ist ein jugoslawischer bzw. serbischer Sänger und Produzent. Er zählt zu den populärsten Sängern im Raum des ehemaligen Jugoslawien.

## Frühe Jahre
Zdravko Čolić wurde am 30. Mai 1951 in Sarajevo geboren. In seinen Jugendjahren interessierte er sich mehr für Sport als für Musik. Zunächst war er Torwart in der Jugendmannschaft des Fußballklubs FK Željezničar Sarajevo, später wechselte er zur Leichtathletik. Als Jugendlicher gewann er mehrere Medaillen, hörte aber mit diesem Sport auf, als weitere Erfolge ausblieben. Wegen seines Talentes für das Vortragen und die Schauspielerei wurde er in ein Jugendtheater aufgenommen.
Die Musik war damals ein Hobby von ihm, er lernte Gitarre spielen und besuchte die Musikschule. Er spielte öfters mit seinem Freund Braca Isović und erlangte mit ihm gemeinsam einen bescheidenen lokalen Bekanntheitsgrad als das Duett Čola und Isa aus Grbavica, benannt nach einem Stadtteil von Sarajevo. Von Freunden ermutigt nahm er am Amateursängerwettbewerb in Bijela in Herceg Novi (Montenegro), teil, bei dem er mit dem Beatles-Lied Lady Madonna den zweiten Preis erhielt und sein erstes Sängerhonorar bekam.
Durch diesen Erfolg bestärkt schloss er sich der Gruppe „Mladi i lijepi“ (Jung und Schön) an, um 1969 zu den „Ambasadori“ zu wechseln. Die Bandmitglieder waren zu dieser Zeit, ausgenommen Čolić und der Gitarrist Slobodan Vujović, Wehrdienstleistende der jugoslawischen Armee. Aufgrund häufiger werdender Angebote, die die Wehrdienstleistenden nicht alle annehmen konnten, gründeten Čolić und Vujović eine neue Formation. Beim Schlagerfestival „Vaš šlager sezone“ 1970 erreichte die neue Formation den siebten Platz. Anschließend war Čolić Sänger der Belgrader Progressive-Rock-Formation Korni grupa, kehrte alsbald nach Sarajevo zurück und belegte beim Schlagerfestival 1972 mit dem Lied „Sinoć nisi bila tu“ den dritten Platz, womit offiziell seine Solokarriere begann.

## Solokarriere

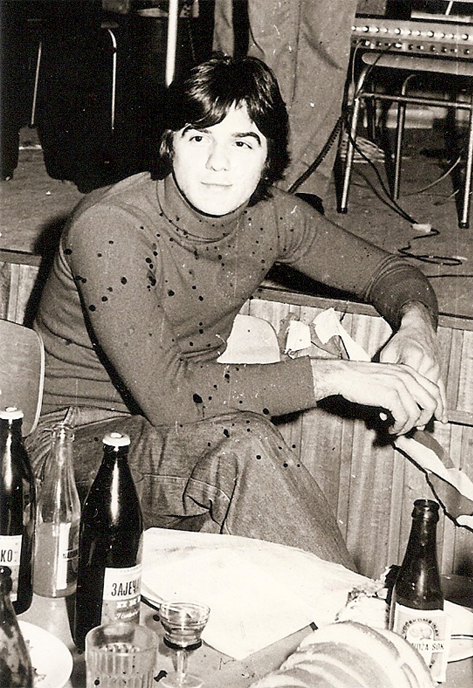
Zdravko Čolić in Požarevac, um 1973

1972 landete Zdravko Čolić mit dem Kemal-Monteno-Lied „Sinoć nisi bila tu“ (Gestern Nacht warst du nicht da), das ursprünglich Josipa Lisac beim Schlagerfestival singen sollte, seinen ersten großen Hit. 1973 war er Jugoslawiens Vertreter bei der Eurovision. Sein Lied „Gori vatra“ (Das Feuer brennt) belegte den vorletzten Platz, wurde aber in Jugoslawien ein großer Erfolg. Beim Belgrader Schlagerfestival „Hit parada“ 1974 gewann er mit „Ona spava“ (Sie schläft) den ersten Platz und wurde zum Publikumsliebling. Es folgten weitere Hits wie „April u Beogradu“ (April in Belgrad) oder „Zvao sam je Emili“ (Ich nannte sie Emily).
1975 erschien sein erstes Album „Ti i ja“ (Du und ich). Sein zweites Album „Ako priđeš bliže“ (Wenn du näher kommst) 1977 verkaufte sich über 900.000 Mal und beinhaltet seine bekanntesten Lieder. Čolić wurde als der jugoslawische John Travolta gehandelt. Trotz seiner Popularität zu dieser Zeit musste er seinen Wehrdienst 1978–1979 abdienen.
Um 1980 erreichte er den Höhepunkt seiner Karriere und galt als der populärste Musiker Jugoslawiens. Zu dieser Zeit interpretierte er das populäre Lied „Druže Tito mi ti se kunemo“ (Genosse Tito, wir schwören dir).
1983 wechselte er seinen Wohnsitz von Sarajevo nach Ljubljana, wo er sich gemeinsam mit Goran Bregović als Produzent betätigte. Danach lebte er in Zagreb, um 1990 nach Belgrad zu ziehen, wo er heute lebt. Nach einer längeren Schaffenspause vor allem während der Jugoslawienkriege startete er 1995 ein Comeback. Sein erstes Album nach dem Comeback „Kad bi moja bila“ (Wenn du mein wärst) 1997 produzierte er gemeinsam mit Goran Bregović, der die meisten Lieder für das Album schrieb.

## Privates
Zdravko Čolić ist mit Aleksandra verheiratet und hat zwei Töchter.

## Diskografie

### Alben
- 1975: Ti i ja
- 1977: Ako priđeš bliže
- 1980: Zbog tebe
- 1981: Malo pojačaj radio
- 1983: Šta mi radiš
- 1984: Ti si mi u krvi
- 1988: Rodi me majko sretnog
- 1990: Da ti kažem šta mi je
- 1997: Kad bi moja bila
- 2000: Okano
- 2003: Čarolija
- 2006: Zavičaj
- 2010: Kad pogledaš me preko ramena
- 2013: Vatra i barut
- 2017: Ono malo sreće

### Singles (Auswahl)
| - 1973: Gori Vatra - 1975: Zvao sam je Emili - 1977: Jedina - 1977: Pjevam Danju, Pjevam Noću - 1977: Zagrli me - 1980: Pusti, Pusti Modu - 1980: Prava Stvar - 1980: Pisaću Joj Pisma Duga - 1981: Mađarica - 1983: Stanica Podlugovi - 1984: Ti si mi u krvi - 1984: Ti Možeš Sve, Al' Jedno Ne - 1984: Ruska - 1990: E Draga, Draga - 1990: Čaje Šukarije (Original: Esma Redžepova – Chaje Shukarije) - 1997: Ajde, Ajde, Jasmina - 2000: Ajde, Idi (Original: Mehmet Badan – Zilli) | - 2000: Noć Mi Te Duguje - 2000: Okano - 2000: Mjerkam Te, Mjerkam - 2003: Moja Draga - 2006: Kao Moja Mati - 2006: Mangupska - 2006: Merak Mi Je - 2006: Svadbarskim Sokakom - 2010: Kad pogledaš me preko ramena - 2013: Što Ti Dadoh - 2013: Esma - 2017: Tebe Čuvam Za Kraj - 2017: Ničeg Nije Bilo Između Nas - 2017: Šljive Su Rodile - 2017: Mala |